# Instrument finansowy
Instrument finansowy – kontrakt regulujący wzajemne relacje finansowe pomiędzy stronami, w wyniku którego u jednej z jego stron powstają aktywa finansowe, a u drugiej zobowiązania finansowe lub instrumenty kapitałowe.

## Podział według pierwotnego terminu zapadalności (kryterium czasu)
- krótkoterminowe – okres do zapadalności: do 1 roku,
- średnioterminowe – okres do zapadalności: od 1 roku do 3 lat,
- długoterminowe – okres do zapadalności: powyżej 3 lat.

Instrumenty finansowe krótkoterminowe o charakterze dłużnym są także nazywane instrumentami rynku pieniężnego, zaś instrumenty długoterminowe o charakterze udziałowym – instrumentami rynku kapitałowego.

## Polskie prawo rynku finansowego
Pojęcie instrumentów finansowych w polskim prawie rynku finansowego jest odzwierciedleniem implementacji Dyrektywy MiFID i obejmuje:
- papiery wartościowe;
- niebędące papierami wartościowymi:
  1. tytuły uczestnictwa w instytucjach zbiorowego inwestowania,
  2. instrumenty rynku pieniężnego,
  3. opcje, kontrakty terminowe, swapy, umowy forward na stopę procentową, inne instrumenty pochodne, których instrumentem bazowym jest papier wartościowy, waluta, stopa procentowa, wskaźnik rentowności lub inny instrument pochodny, indeks finansowy lub wskaźnik finansowy, które są wykonywane przez dostawę lub rozliczenie pieniężne,
  4. opcje, kontrakty terminowe, swapy, umowy forward na stopę procentową oraz inne instrumenty pochodne, których instrumentem bazowym jest towar i które są wykonywane przez rozliczenie pieniężne lub mogą być wykonane przez rozliczenie pieniężne według wyboru jednej ze stron,
  5. opcje, kontrakty terminowe, swapy oraz inne instrumenty pochodne, których instrumentem bazowym jest towar i które są wykonywane przez dostawę, pod warunkiem, że są dopuszczone do obrotu na rynku regulowanym lub w alternatywnym systemie obrotu,
  6. niedopuszczone do obrotu na rynku regulowanym ani w alternatywnym systemie obrotu opcje, kontrakty terminowe, swapy, umowy forward oraz inne instrumenty pochodne, których instrumentem bazowym jest towar, które mogą być wykonane przez dostawę, które nie są przeznaczone do celów handlowych i wykazują właściwości innych pochodnych instrumentów finansowych,
  7. instrumenty pochodne dotyczące przenoszenia ryzyka kredytowego,
  8. kontrakty na różnicę,
  9. opcje, kontrakty terminowe, swapy, umowy forward dotyczące stóp procentowych oraz inne instrumenty pochodne odnoszące się do zmian klimatycznych, stawek frachtowych, uprawnień do emisji oraz stawek inflacji lub innych oficjalnych danych statystycznych, które są wykonywane przez rozliczenie pieniężne albo mogą być wykonane przez rozliczenie pieniężne według wyboru jednej ze stron, a także wszelkiego rodzaju inne instrumenty pochodne odnoszące się do aktywów, praw, zobowiązań, indeksów oraz innych wskaźników, które wykazują właściwości innych pochodnych instrumentów finansowych.